# Kowalewo (województwo podlaskie)
Kowalewo – wieś w Polsce położona w województwie podlaskim, w powiecie kolneńskim, w gminie Kolno.
Na przełomie 1783/1784 wieś leżała w parafii Grabowo, dekanat wąsoski diecezji płockiej i była własnością czterech rodzin szlacheckich: Bagińskich, Doliwy, Kumelskich i Kowalewskiego. W latach 1975–1998 miejscowość administracyjnie należała do województwa łomżyńskiego.
Wierni kościoła rzymskokatolickiego należą do parafii św. Jana Chrzciciela w Grabowie.